# المحاكم الإدارية (مصر)
المحاكم الإدارية المصرية هي جزء من القسم القضائي لمجلس الدولة المصري. وتختص بالفصل في إلغاء القرارات الإدارية النهائية الصادرة بالتعيين في الوظائف العامة أو الترقية أو بمنح العلاوات. وإلغاء القرارات الإدارية الصادرة بإحالة الموظفون العموميون إلى المعاش أو الاستيداع أو فصلهم بغير الطريق التأديبي متى كانت تلك متعلقة بالموظفين العموميون من المستوى الثاني والثالث ومن يعادلهم وفي طلبات التعويض المترتبة على تلك القرارات. والفصل في المنازعات الخاصة بالمرتبات والمعاشات والمكافآت. والفصل في المنازعات الخاصة بعقود الالتزام أو الأشغال العامة أو التوريد أو بأي عقد إداري آخر متى كانت قيمة المنازعات لا تجاوز خمسمائة جنيه.:مادة 10:مادة 14
مقار المحاكم الإدارية في القاهرة والإسكندرية ويكون لهذه المحاكم نائب رئيس يعاون رئيس المجلس في القيام على تنظيمها وحسن سير العمل بها ويجوز إنشاء محاكم إدارية في المحافظات الأخرى بقرار من رئيس المجلس وتصدر أحكامها من دوائر تشكل كل منها برئاسة مستشار مساعد وعضوية اثنين من النواب على الأقل. ويحدد اختصاصات كل محكمة بقرار من رئيس المجلس.:مادة 5